# Tia Maria
Tia Maria er en alkoholisk drik af  typen likør. Tia Maria er oprindeligt fremstillet på Jamaica med brug af jamaicanske kaffebønner, men fremstilles i dag i Italien af Illva Saronno S.p.A. Hovedingredienserne er jamaicansk rom, vanilje og sukker, blandet med en alkoholprocent på 20.
Den kombinierer kaffelikør (som Kahlúa) med flødelikør (som Bailey's) og kan nydes rent eller bruges som ingrediens i cocktails med kaffe og i desserter.